# Sälen
Pour les articles homonymes, voir Salen.
Sälen est une localité de la commune de Malung-Sälen dans la province de Dalécarlie, à l'ouest de la Suède. La ville compte 508 habitants. En hiver, la ville accueille des dizaines de milliers de touristes. Sälen est connue pour accueillir le départ de la Vasaloppet, la plus vieille (depuis 1922), longue (90 km) et fréquentée course de ski de fond (plus de 15 000 skieurs sur la seule course principale). La ville est également connue pour ses stations de sports d'hiver de ski alpin. Sälen comporte aujourd'hui huit stations de ski, dont la plus ancienne, Högfjällshotellet, a été construite en 1937.
Lindvallen et Högfjället sont liées par des remontées mécaniques ainsi que Tandådalen avec Hundfjället. Les stations les plus récentes  sont Hundfjället et Granfjället. Suivent  Stöten, Näsfjället, Tandådalen, et Kläppen. 
L'aéroport le plus proche est l'Aéroport des montagnes de Scandinavie inauguré fin 2019 et situé à une dizaine de kilomètres, puis celui de Mora, à 100 km. L'aéroport international le plus proche est l'aéroport d'Oslo, à 220 km.
La ville  est  desservie  par un  service  d'autocars.

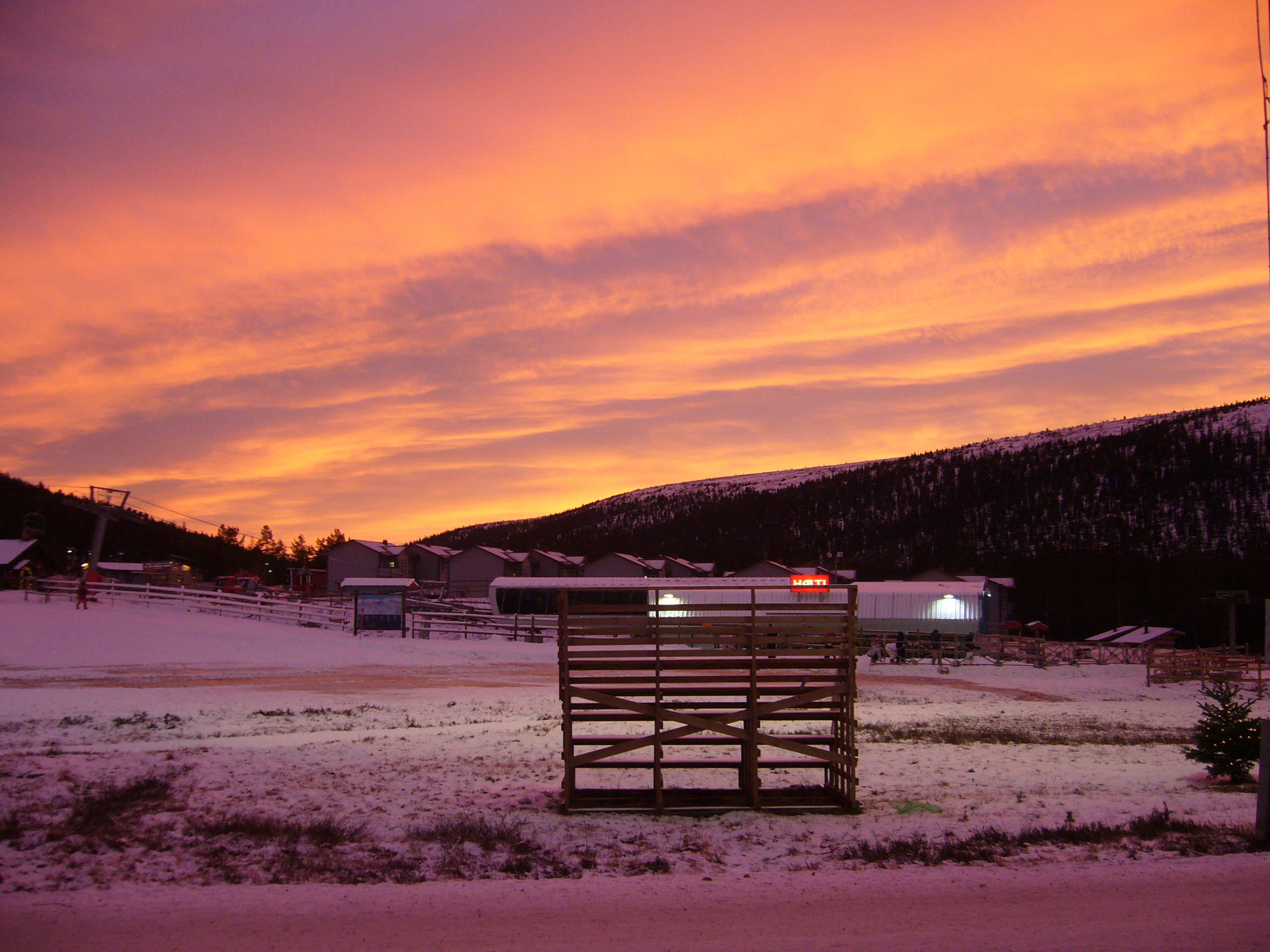
Coucher de soleil enneigé à Sälen.
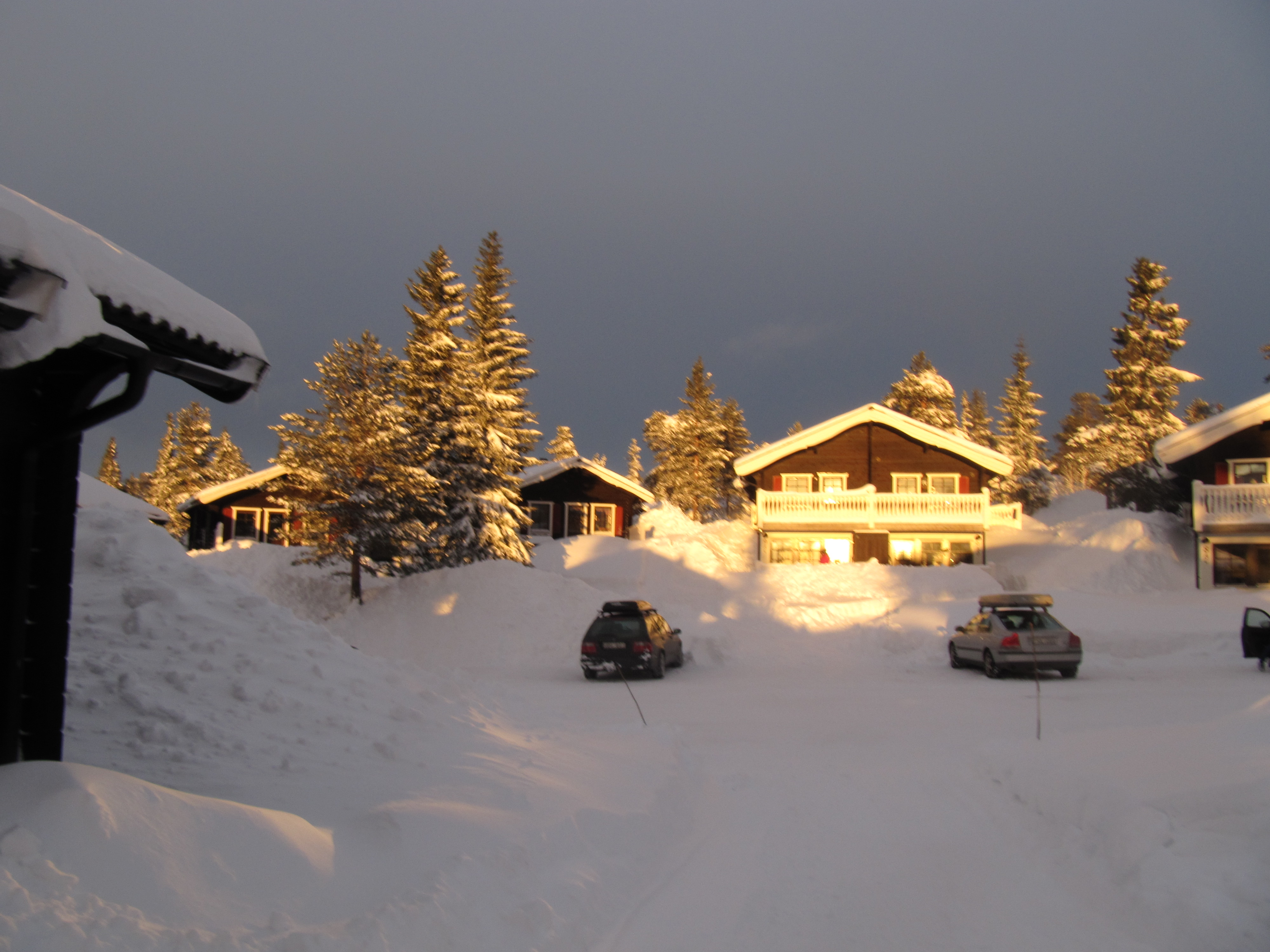
Chalet de la station de ski de Högfjället.
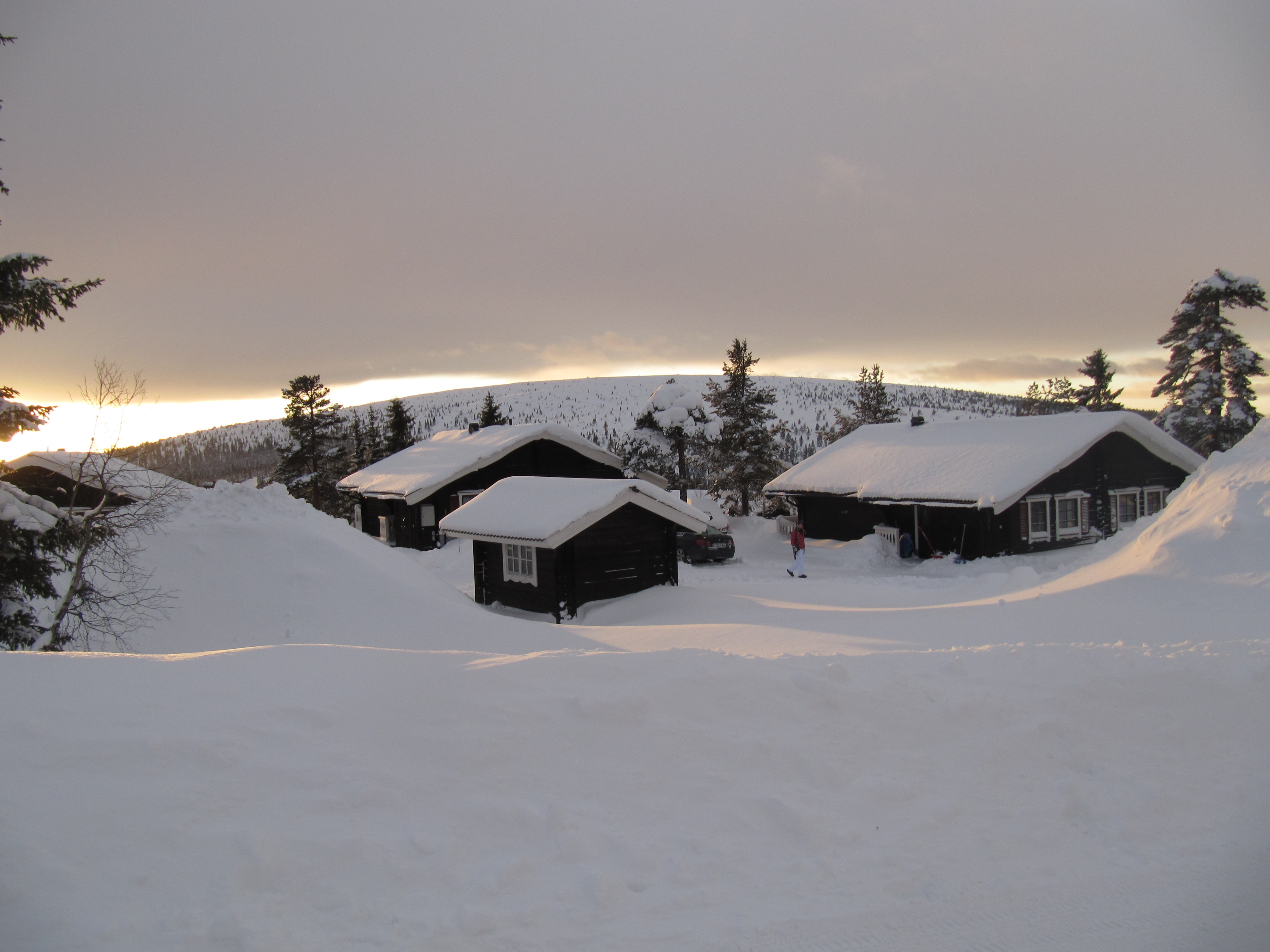
Högfjället mi-journée
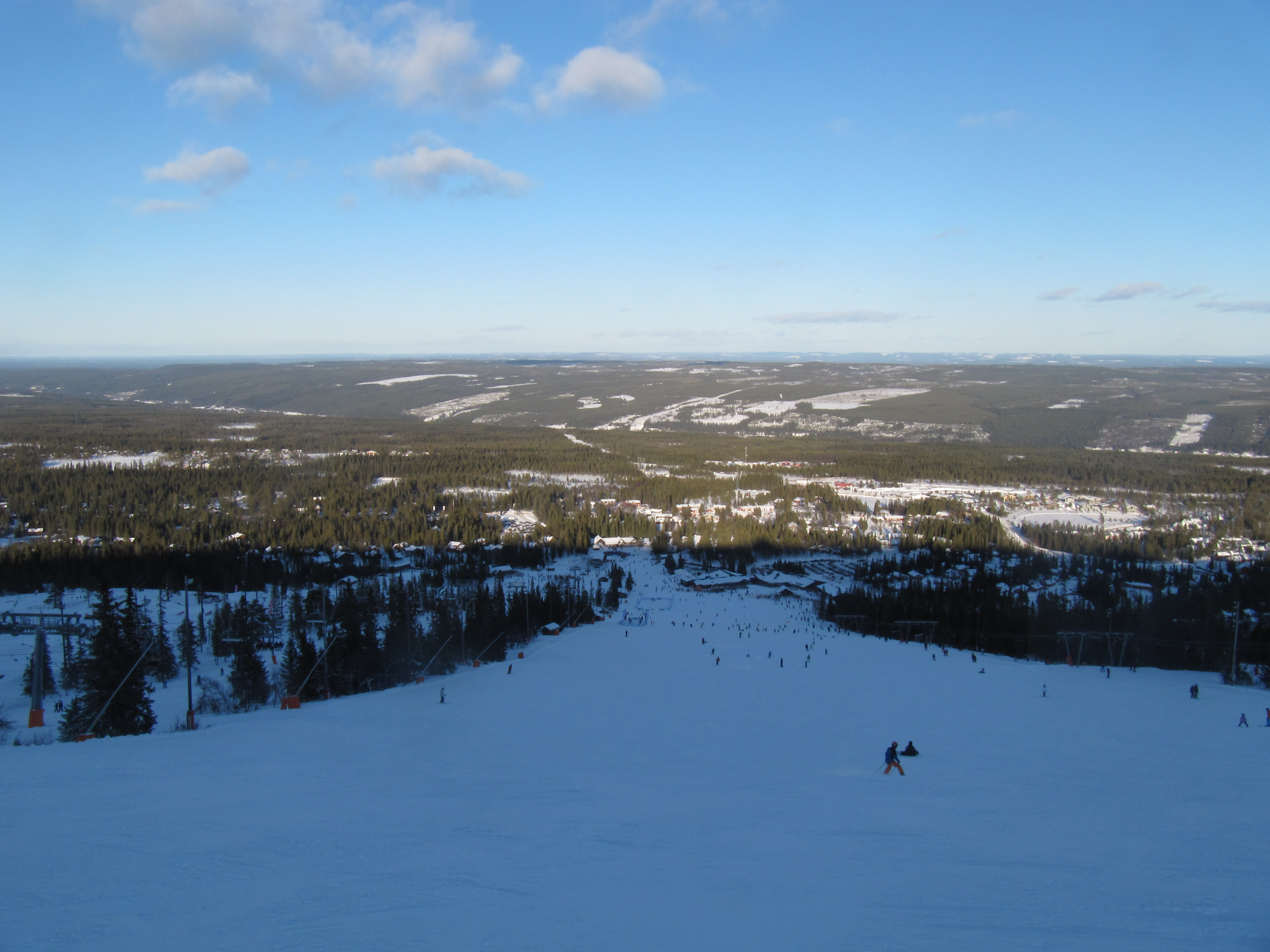
vue de Lindvallen